# باسیلیو مارتین پاتینو
باسیلیو مارتین پاتینو (اسپانیایی: Basilio Martín Patino‎؛ ‏ ۲۹ اکتبر ۱۹۳۰ – ۱۳ اوت ۲۰۱۷) کارگردان فیلم اهل اسپانیا بود. وی فیلم‌هایی در مورد جنگ داخلی اسپانیا  تهیه کرده‌است. پاتینو اغلب فناوری‌های جدید ماننده، ابزارهای دیجیتال و ویرایش سه بعدی و… آزمایش و به کار گرفته‌است.
از فیلم‌ها یا مجموعه‌های تلویزیونی که وی در آن‌ها نقش داشته‌است، می‌توان به اکتاویا (۲۰۰۲) اشاره نمود.